# Рыбная (река, впадает в Куршский залив)
Рыбная — река в России, протекает по Славскому району Калининградской области. Устье реки находится в Куршском заливе, берёт своё начало от слияния Хлебной и Бичевы. Длина реки — 9 км, площадь водосборного бассейна — 68 км².

## Данные водного реестра
По данным государственного водного реестра России относится к Балтийскому бассейновому округу, водохозяйственный участок реки — реки бассейна Балтийского моря в Калининградской области без рек Неман и Преголя. Относится к речному бассейну реки Неман и рекам бассейна Балтийского моря (российская часть в Калининградской области).
Код объекта в государственном водном реестре — 01010000312104300000312.